# XIX Congreso Nacional del Partido Comunista de China
El XIX Congreso Nacional del Partido Comunista de China fue la 19.ª edición del máximo órgano del Partido Comunista de China. La importancia del mismo radica en que una de sus funciones fue elegir las autoridades del partido, entre las cuales se encuentran las personas que liderarán China en los siguientes años. El Congreso se reunió en Pekín, en el Gran Salón del Pueblo a partir del 18 de octubre de 2017, finalizando sus sesiones el 24 del mismo mes. Su tarea fue elegir los miembros de su máximo órgano de conducción, el Comité Central, el que a su vez eligió al Politburó, a los siete integrantes del Comité Permanente y al secretario general del Partido, resultando reelegido por cinco años más el actual secretario general y presidente de China Xi Jinping. El Congreso también reformó los estatutos del Partido, para mencionar “la idea de Xi sobre un socialismo con características chinas para una nueva era” como un nuevo componente de la guía para la acción del Partido. Hasta ese Congreso, el estatuto del PCCh solo mencionaba explícitamente a dos personas, Mao Zedong y Deng Xiaoping. La reforma del estatuto del PCCh podría llevar con gran probabilidad a una reforma de la Constitución que recoja las nuevas nociones.